# Fredede bygninger i Ishøj Kommune
Denne liste over fredede bygninger i Ishøj Kommune viser alle fredede bygninger i Ishøj Kommune, bortset fra kirker. Listen bygger på data fra Kulturarvsstyrelsen.
| Sagsnavn          | Komplekstype         | Opførelsesår | Adresse                         | Koordinater                                   | Fredningsår (1. fredning) | ID (Link til Kulturarv.dk) | Billede     |
| ----------------- | -------------------- | ------------ | ------------------------------- | --------------------------------------------- | ------------------------- | -------------------------- | ----------- |
| Barfredshøj       | Herregård            | 1845         | Thorsbrovej 22, 2640 Hedehusene | 55°37′18″N 12°13′21″Ø / 55.62153°N 12.22259°Ø | 1978                      | 183-55976-1                | Upload foto |
| Thorsbro Vandværk | Maskinhuset          | 1907         | Allevej 27, 2635 Ishøj          | 55°37′20″N 12°16′18″Ø / 55.62223°N 12.27157°Ø | 2000                      | 183-896-5                  | Upload foto |
| Thorsbro Vandværk | Hanekammerbygningen  | 1909         | Allevej 27, 2635 Ishøj          | 55°37′20″N 12°16′18″Ø / 55.62223°N 12.27157°Ø |                           | 183-896-6                  | Upload foto |
| Thorsbro Vandværk | Samlebrøndsbygningen | 1909         | Allevej 27, 2635 Ishøj          | 55°37′20″N 12°16′18″Ø / 55.62223°N 12.27157°Ø |                           | 183-896-7                  | Upload foto |